# کیم کاشکاشیان
کیم کاشکاشیان (انگلیسی: Kim Kashkashian; ۳۱ اوت ۱۹۵۲ – ) موسیقی‌دان و نوازنده ویولا اهل ایالات متحده آمریکا است.
او در سال ۲۰۱۳ برنده جایزه گرمی برای بهترین تکنوازی ساز کلاسیک شد.